# ГЕС Драганешті
ГЕС Драганешті — гідроелектростанція у південній частині Румунії, в повіті Олт (на межі історичних регіонів Олтенія та Мунтенія). Входить до складу каскаду на річці Олт (ліва притока Дунаю), який нараховує кілька десятків станцій. Знаходиться між ГЕС Іпотешті (вище по течії) та ГЕС Фрунзару.
П'ять нижніх гідрокомплексів на Олті, одним з яких є Драганешті, виконали за єдиним проектом. У зв'язку із рівнинним характером річки перед впадінням в Дунай, для забезпечення проектного напору у 13,5 метра виявилось необхідним спорудження по периметру водосховищ захисних дамб, уздовж яких тягнуться обвідні канали. Центральна бетонна гребля має п'ять секцій, три з яких обладнані підйомними клапанами. Її висота становить 34 метри, довжина 100 метрів, витрати матеріалу при спорудженні — 100 тис. м3. Дамби мають висоту до 18 метрів, їхня загальна довжина сягає 54 км (в тому числі 26,3 км навколо водосховища, крім того потрібно було обвалувати нижню течію Олтета та Teslui — приток Олта), що потребувало 17,9 млн м3 матеріалу. Це утворило сховище довжиною 13 км, шириною 0,8 км, площею поверхні 11 км2 та об'ємом 76 млн м3.
Особливістю зазначених ГЕС стало їх обладнання бульбовими реверсивними турбінами, які повинні при надлишку електроенергії здійснювати зворотнє перекачування води у верхнє водосховище, виконуючи таким чином функції гідроакумуляції. На ГЕС Драганешті встановлено чотири такі турбіни із загальною потужністю 53 МВт, які мають забезпечувати середньорічне виробництво на рівні 106 млн кВт-год. В турбінному режимі витрата води через кожну становить 125 м3/с, в насосному — 53 м3/с.
Також принциповою відмінністю від інших станцій каскаду мав стати судновий хід, який би покривав нижню ділянку течії річки перед впадінням в Дунай. Це передбачало днопоглиблювальні роботи протягом 36 км зі створення судноплавного каналу шириною 45 метрів із глибиною 3,05 метра, а також обумовлювало включення до кожної греблі шлюзу, розрахованого на пропуск буксира з двома баржами по 1500 т. Шлюзова камера має розміри 168,5х12,5 метра та мінімальну глибину 3,75 метра. У складі кожної греблі заклали верхні ворота шлюзу, проте станом на середину 2010-х років ці споруди гідровузлів залишались недобудованими.
Окрім гідроенергетичної функції, комплекс Драганешті також забезпечує постачання води для зрошення, зокрема у систему Caracal, що охоплює 84 тисячі гектарів.
ГЕС Драганешті, введеня якої в експлуатацію розпочалось у 1987 році (завершене у 1989-му), стала другою серед споруджених на Олті за описаним типовим проектом.